# Mario Matić
Mario Matić (* 17. Februar 1979 in Bjelovar) ist ein deutsch-kroatischer Basketballtrainer und ehemaliger -spieler.

## Werdegang

### Spieler
Matić (Körpergröße: 2,03 Meter) kam auf der Innenposition zum Einsatz. Er spielte als Jugendlicher bei der DJK Landsberg, von 1995 bis 1997 in Kroatien bei KK Split, 1997/98 beim kroatischen Drittligisten Mislav und 1998/99 beim Zweitligisten Zabok. In der Saison 1999/2000 trat er mit der BG Karlsruhe in der 2. Basketball-Bundesliga Süd an, im Sommer 2000 wechselte Matić zum Regionalligisten TSV Crailsheim. Mit den Hohenlohern gelang ihm 2001 der Zweitliga-Aufstieg, Matić trug als Leistungsträger zu dem Erfolg bei und spielte hernach bis 2003 für Crailsheim in der 2. Bundesliga. In der Sommerpause 2003 nahm er ein Angebot des Zweitligakonkurrenten 1. FC Kaiserslautern an. Während seiner Spielerzeit war er zeitweilig Mitarbeiter des Fachmediums eurobasket.com.
2004/05 stand er in Diensten des BBC Bayreuth (ebenfalls in der 2. Bundesliga). Ab 2005 war Matić Spieler des Zweitligisten TSV Nördlingen. In der Saison 2007/08 bestritt er für die Mannschaft fünf Spiele in der neugeschaffenen 2. Bundesliga ProA, verließ Nördlingen im Laufe des Spieljahres und verstärkte fortan die Coocoon Baskets Weiden in der 1. Regionalliga. Zum Spieljahr 2008/09 wechselte er aus Weiden zur in derselben Liga antretenden BG Leitershofen/Stadtbergen. Am Saisonende 2009/10 zog sich Matić als Spieler aus dem leistungsbezogenen Basketball zurück, nachdem er mit Leitershofen/Stadtbergen den Meistertitel in der 1. Regionalliga Südost, gleichbedeutend mit dem Aufstieg in die 2. Bundesliga ProB, gewonnen hatte.

### Trainer
Unmittelbar nach seinem Rückzug als Spieler widmete sich Matić der Trainertätigkeit und wurde bei den Giants Nördlingen tätig. Die Mannschaft führte er in seinem ersten Amtsjahr zum Gewinn des Meistertitels in der 1. Regionalliga Südost und somit zum Aufstieg in die 2. Bundesliga ProB. Als ProB-Neuling erreichte Nördlingen unter Matić 2011/12 das Viertelfinale. In der Saison 2012/13 wurde dieses Ergebnis wiederholt, 2014 ereilte ihn mit Nördlingen der ProB-Abstieg. Als Meister der 1. Regionalliga Südost führte Matić die Nördlinger 2015 in die 2. Bundesliga ProB zurück und erreichte mit der Mannschaft im Spieljahr 2015/16 das Halbfinale der dritthöchsten deutschen Liga. Das Fachmedium eurobasket.com zeichnete ihn als besten Trainer der ProB in der Saison 2015/16 aus. Anschließend verließ er Nördlingen aus privaten sowie beruflichen Gründen und zog nach Starnberg.
Im Sommer 2016 übernahm Matić das Traineramt beim Regionalligisten TSV Oberhaching-Deisenhofen. Die Mannschaft stieg 2019 unter Matić als Meister der 1. Regionalliga Südost in die 2. Bundesliga ProB auf. In der Saison 2019/20 wurde Oberhaching-Deisenhofen Tabellenvorletzter der 2. Bundesliga ProB Süd, die Abstiegsrunde fand aufgrund der Covid-19-Pandemie nicht mehr statt, es wurden keine Absteiger benannt. 2020/21 wurde Matić mit der Mannschaft erneut Vorletzter der 2. Bundesliga ProB Süd, wieder gab es aufgrund der anhaltenden Pandemie keine Absteiger. In der Saison 2021/22 führte Matić die Mannschaft auf den sechsten Platz in der Hauptrunde und damit ins Achtelfinale der 2. Bundesliga ProB, wo man gegen Düsseldorf ausschied. Im Spieljahr 2022/23 erreichte man wieder das Achtelfinale.